# سنت اولاف (آیووا)
سنت اولاف (به انگلیسی: St. Olaf) شهری در ایالت آیووا کشور ایالات متحده آمریکا است که جمعیت آن در سرشماری سال ۲۰۱۰ میلادی، ۱۰۸ نفر بوده‌است.